# Abrud

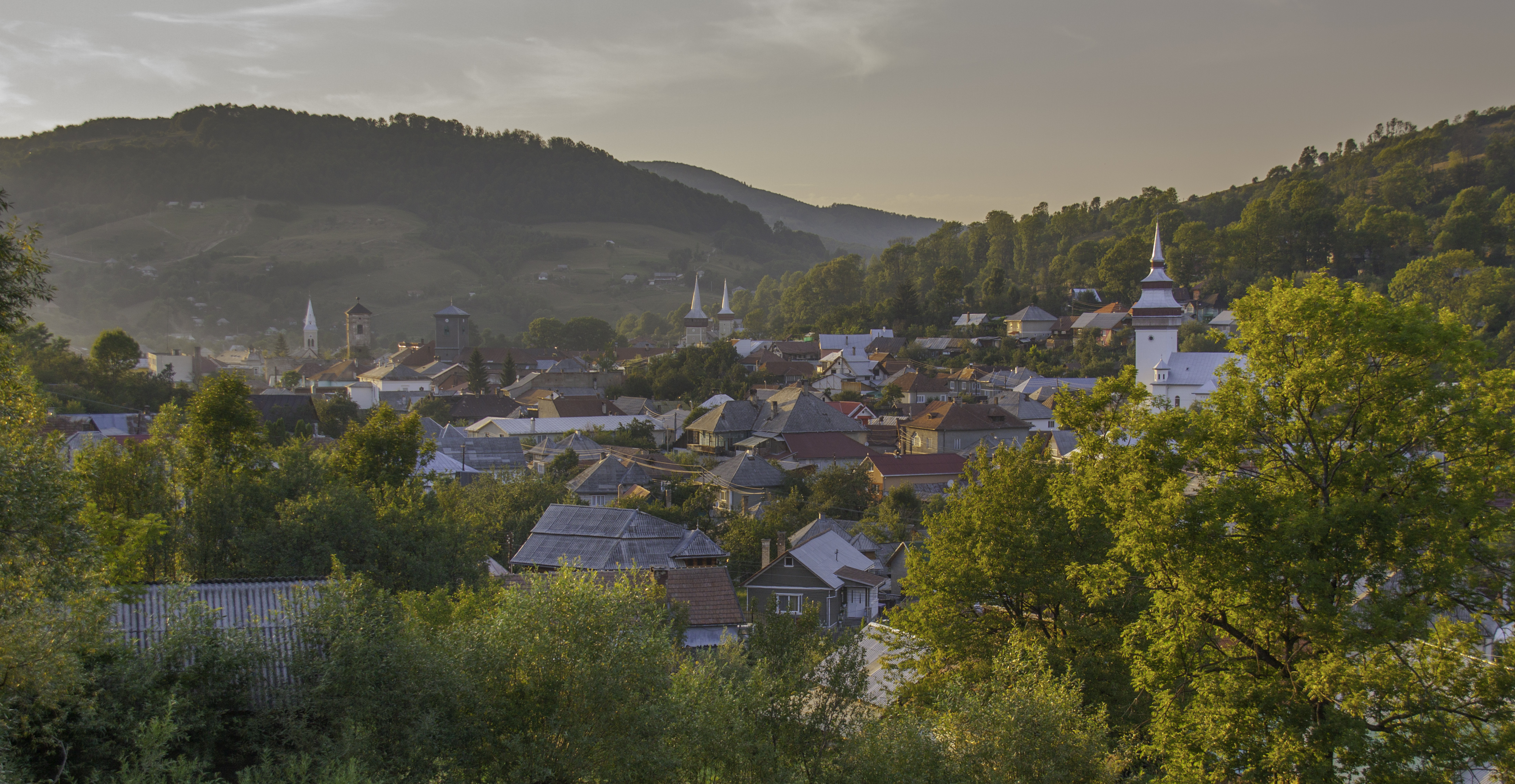
Vista de Abrud

Abrud é uma cidade da Romênia localizada no distrito de Alba.